# 霧山よん
霧山 よん（きりやま よん）は日本の小説家、ライトノベル作家。第28回富士見書房ファンタジア大賞にて『姫騎士はオークにつかまりました。』が審査員特別賞を受賞。

## 作品
富士見ファンタジア文庫より刊行。
- 姫騎士はオークにつかまりました。（イラスト：霜月えいと、全3巻）
- 人工痴能と始める人生デバッグ入門 ドスケベAIが俺に童貞捨てさせようとしてくる（イラスト：ヨシモト、全1巻）

同人ゲーム
- MACHINE CHILD